# Amaragol, Navalgund
Amaragol là một làng thuộc tehsil Navalgund, huyện Dharwad, bang Karnataka, Ấn Độ.